# William Wright Heard
Pour les articles homonymes, voir William Wright, Wright et Heard.
William Wright Heard, né le 28 avril 1853 et mort le 31 mai 1926, gouverneur de la Louisiane du 8 mai 1900 au 10 mai 1904, Démocrate. 